# THE IDOLM@STER SideM PASSION@TE FORMATION
『THE IDOLM@STER SideM PASSION@TE FORMATION』（アイドルマスターサイドエム パッショネートフォーメーション）は、2022年3月12日のライブイベント会場で販売されたCDシリーズ。全3枚。

## 概要
2022年3月12・13日に行われたライブイベント『THE IDOLM@STER SideM PRODUCER MEETING 315 BE@T OF PASSION FESTIVAL!!!』の会場限定で先行販売された。各属性ごとの楽曲を収録したCDの発売は、「WakeMini! MUSIC COLLECTION」以来となる。後日一般販売予定。

## PHYSICAL
フィジカル属性が担当。
収録曲
1. RED HOT BEAT!!
歌：315 STARS（フィジカルVer.）
作詞：松井洋平、作曲・編曲：no_my
2. RED HOT BEAT!!（天ヶ瀬冬馬 ソロver.）
歌：天ヶ瀬冬馬（寺島拓篤）
3. RED HOT BEAT!!（天道輝 ソロver.）
歌：天道輝（仲村宗悟）
4. RED HOT BEAT!!（渡辺みのり ソロver.）
歌：渡辺みのり（高塚智人）
5. RED HOT BEAT!!（木村龍 ソロver.）
歌：木村龍（濱健人）
6. RED HOT BEAT!!（秋山隼人 ソロver.）
歌：秋山隼人（千葉翔也）
7. RED HOT BEAT!!（伊瀬谷四季 ソロver.）
歌：伊瀬谷四季（野上翔）
8. RED HOT BEAT!!（紅井朱雀 ソロver.）
歌：紅井朱雀（益山武明）
9. RED HOT BEAT!!（アスラン＝ベルゼビュートII世 ソロver.）
歌：アスラン＝ベルゼビュートII世（古川慎）
10. RED HOT BEAT!!（水嶋咲 ソロver.）
歌：水嶋咲（小林大紀）
11. RED HOT BEAT!!（橘志狼 ソロver.）
歌：橘志狼（古畑恵介）
12. RED HOT BEAT!!（大河タケル ソロver.）
歌：大河タケル（寺島惇太）
13. RED HOT BEAT!!（円城寺道流 ソロver.）
歌：円城寺道流（濱野大輝）
14. RED HOT BEAT!!（牙崎漣 ソロver.）
歌：牙崎漣（小松昌平）
15. RED HOT BEAT!!（兜大吾 ソロver.）
歌：兜大吾（浦尾岳大）
16. RED HOT BEAT!!（眉見鋭心 ソロver.）
歌：眉見鋭心（大塚剛央）
17. RED HOT BEAT!!（Off Vocal）

## MENTAL
メンタル属性が担当。
収録曲
1. リトルハピネス
歌：315 STARS（メンタルVer.）
作詞：結城アイラ、作曲・編曲：島崎貴光
2. リトルハピネス（御手洗翔太 ソロver.）
歌：御手洗翔太（松岡禎丞）
3. リトルハピネス（柏木翼 ソロver.）
歌：柏木翼（八代拓）
4. リトルハピネス（都築圭 ソロver.）
歌：都築圭（土岐隼一）
5. リトルハピネス（ピエール ソロver.）
歌：ピエール（堀江瞬）
6. リトルハピネス（蒼井悠介 ソロver.）
歌：蒼井悠介（菊池勇成）
7. リトルハピネス（信玄誠司 ソロver.）
歌：信玄誠司（増元拓也）
8. リトルハピネス（華村翔真 ソロver.）
歌：華村翔真（バレッタ裕）
9. リトルハピネス（清澄九郎 ソロver.）
歌：清澄九郎（中田祐矢）
10. リトルハピネス（若里春名 ソロver.）
歌：若里春名（白井悠介）
11. リトルハピネス（神谷幸広 ソロver.）
歌：神谷幸広（狩野翔）
12. リトルハピネス（卯月巻緒 ソロver.）
歌：卯月巻緒（児玉卓也）
13. リトルハピネス（姫野かのん ソロver.）
歌：姫野かのん（村瀬歩）
14. リトルハピネス（舞田類 ソロver.）
歌：舞田類（榎木淳弥）
15. リトルハピネス（秋月涼 ソロver.）
歌：秋月涼（三瓶由布子）
16. リトルハピネス（北村想楽 ソロver.）
歌：北村想楽（汐谷文康）
17. リトルハピネス（花園百々人 ソロver.）
歌：花園百々人（宮﨑雅也）
18. リトルハピネス（Off Vocal）

## INTELLIGENCE
インテリ属性が担当。
収録曲
1. ANYWHERE
歌：315 STARS（インテリVer.）
作詞：真崎エリカ、作曲・編曲：石井健太郎
2. ANYWHERE（伊集院北斗 ソロver.）
歌：伊集院北斗（神原大地）
3. ANYWHERE（桜庭薫 ソロver.）
歌：桜庭薫（内田雄馬）
4. ANYWHERE（神楽麗 ソロver.）
歌：神楽麗（永野由祐）
5. ANYWHERE（鷹城恭二 ソロver.）
歌：鷹城恭二（梅原裕一郎）
6. ANYWHERE（蒼井享介 ソロver.）
歌：蒼井享介（山谷祥生）
7. ANYWHERE（握野英雄 ソロver.）
歌：握野英雄（熊谷健太郎）
8. ANYWHERE（猫柳キリオ ソロver.）
歌：猫柳キリオ（山下大輝）
9. ANYWHERE（冬美旬 ソロver.）
歌：冬美旬（永塚拓馬）
10. ANYWHERE（榊夏来 ソロver.）
歌：榊夏来（渡辺紘）
11. ANYWHERE（黒野玄武ソロver.）
歌：黒野玄武（深町寿成）
12. ANYWHERE（東雲荘一郎 ソロver.）
歌：東雲荘一郎（天﨑滉平）
13. ANYWHERE（岡村直央 ソロver.）
歌：岡村直央（矢野奨吾）
14. ANYWHERE（硲道夫 ソロver.）
歌：硲道夫（伊東健人）
15. ANYWHERE（山下次郎 ソロver.）
歌：山下次郎（中島ヨシキ）
16. ANYWHERE（九十九一希 ソロver.）
歌：九十九一希（比留間俊哉）
17. ANYWHERE（葛之葉雨彦 ソロver.）
歌：葛之葉雨彦（笠間淳）
18. ANYWHERE（古論クリス ソロver.）
歌：古論クリス（駒田航）
19. ANYWHERE（天峰秀 ソロver.）
歌：天峰秀（伊瀬結陸）
20. ANYWHERE（Off Vocal）

### ユニットメンバー
1. 1 2 3  天ヶ瀬冬馬（寺島拓篤）、天道輝（仲村宗悟）、渡辺みのり（高塚智人）、木村龍（濱健人）、秋山隼人（千葉翔也）、伊瀬谷四季（野上翔）、紅井朱雀（益山武明）、アスラン＝ベルゼビュートII世（古川慎）、水嶋咲（小林大紀）、橘志狼（古畑恵介）、大河タケル（寺島惇太）、円城寺道流（濱野大輝）、牙崎漣（小松昌平）、兜大吾（浦尾岳大）、眉見鋭心（大塚剛央）
2. 1 2 3  御手洗翔太（松岡禎丞）、柏木翼（八代拓）、都築圭（土岐隼一）、ピエール（堀江瞬）、蒼井悠介（菊池勇成）、信玄誠司（増元拓也）、華村翔真（バレッタ裕）、清澄九郎（中田祐矢）、若里春名（白井悠介）、神谷幸広（狩野翔）、卯月巻緒（児玉卓也）、姫野かのん（村瀬歩）、舞田類（榎木淳弥）、秋月涼（三瓶由布子）、北村想楽（汐谷文康）、花園百々人（宮﨑雅也）
3. 1 2 3  伊集院北斗（神原大地）、桜庭薫（内田雄馬）、神楽麗（永野由祐）、鷹城恭二（梅原裕一郎）、蒼井享介（山谷祥生）、握野英雄（熊谷健太郎）、猫柳キリオ（山下大輝）、冬美旬（永塚拓馬）、榊夏来（渡辺紘）、黒野玄武（深町寿成）、東雲荘一郎（天﨑滉平）、岡村直央（矢野奨吾）、硲道夫（伊東健人）、山下次郎（中島ヨシキ）、九十九一希（比留間俊哉）、葛之葉雨彦（笠間淳）、古論クリス（駒田航）、天峰秀（伊瀬結陸）